# Fick immer noch deine Story
Fick immer noch deine Story ist ein Mixtape des deutschen Rappers Eko Fresh, das am 16. Dezember 2005 über ersguterjunge erschien. Es handelt sich hierbei um eine abgeänderte Form des ursprünglichen Mixtapes Fick deine Story, das aus labelpolitischen Gründen nie erschien. Auch wenn das Mixtape aus kommerzieller Sicht ein Flop wurde und nicht charten konnte, wurde es von Kritikern und Fans positiv aufgenommen. Unter anderem wird Eko für seine lyrische Leistung gelobt, und auch die Featuregäste werden positiv bewertet.

## Hintergrund
2005 war keine einfache Zeit für Eko Fresh. Er hatte sich mit seinem Mentor Kool Savas überworfen und verließ dessen Label Optik Records. Zudem wurde er nach einer Schlägerei, die sich Ende des Jahres 2005 ereignete, in eine Intensivstation eingeliefert und musste dort wegen einer gerissenen Lunge notoperiert werden. Etwa zwei Wochen später musste er erneut in ärztliche Behandlung, weil er sich zu Hause Muffins mit Haschisch gebacken hatte, nach deren Verzehr er über Atemnot und Bluthochdruck klagte.
Das Mixtape Die John Bello Story von Kool Savas, auf dem Eko mehrmals gedisst wird, gab Eko schließlich den Anlass, mit einem eigenen Mixtape zu „zurückzuschlagen“. Bushido nahm Eko nach dessen Weggang von Optik Records bei ersguterjunge unter Vertrag, hier begann Eko mit den Aufnahmen zu seinem Mixtape, welches er, in Anlehnung an Kool Savas’ John Bello Story, Fick deine Story nannte. Die ursprüngliche fertig aufgenommene Version wurde von der Sony BMG, bei dem ersguterjunge Sublabel ist, abgelehnt, dies lag laut Eko daran, dass die BMG das Album „zu hart“ fand und das Label ohnehin „auf der Seite von Kool Savas“ stehen würde. Daraufhin wurden einige Songs entfernt, aber auch neue Lieder aufgenommen, schließlich erschien am 16. Dezember 2005 das Mixtape, das diesmal den Namen Fick immer noch deine Story trug. Eine Besonderheit ist, dass Eko sich hier nicht wie üblich Eko Fresh, sondern Elektro Eko nennt.
Die ursprüngliche Fick deine Story-Version wurde geleakt und ist heute als (allerdings illegales) Download im Internet erhältlich, außerdem wurde es Ende Dezember 2015 auf Eko Fresh seinem offiziellen Youtube-Account der Öffentlichkeit zur Verfügung gestellt.

## Inhalt

### Themen
Das Album ist stilistisch dem Gangster-Rap zuzuordnen, die zu dieser Zeit seine Hochphase im deutschen Hip-Hop hatte. Folglich geht es um das schwierige Leben in den sozialen Brennpunkten Kölns, allen voran die Stadtteile Humboldt/Gremberg und Kalk werden öfter erwähnt. Drogenkonsum- und Verkauf, Misogynie, Gangrivalitäten und Gewalt sind weitere für das Genre typische Themen. Der Stenz Gang, welcher Eko Fresh und Hakan Abi angehören, wird gar ein eigenes Lied gewidmet. Auf dem Mixtape gibt es mehrere verbale Seitenhiebe auf Kool Savas, auch diverse andere Rapper werden gedisst.
Die thematisch einzige Ausnahme bildet das Lied Unglücklich, welches eine Liebeserklärung an die deutsch-türkische Moderatorin Gülcan Kamps ist. Hier äußert Eko den Wunsch, mit ihr zusammen sein und sie heiraten zu wollen, außerdem möchte er Gülcan davon abbringen, Sebastian Kamps zu heiraten. Jedoch fand Unglücklich kein Gehör bei Gülcan, sie heiratete dennoch Sebastian Kamps. Der Beat zu diesem Song ist ein Sample des 1981 erschienenen R&B-Liedes Just the Two of Us von Grover Washington Jr. & Bill Withers.

### Gastbeiträge
Mehrere namhafte Rapper sind auf Fick immer noch deine Story vertreten, neben Eko's Weggefährten Summer Cem ist auch Farid Bang, der damals noch am Anfang seiner Karriere steht, zu hören. Anzumerken ist, dass Farid Bang sich hier noch Farid Urlaub in Anlehnung an den Musikerkollegen Farin Urlaub nennt. Weitere Gäste sind Kay One, SD, Hakan Abi, Emely, Bero Bass, Capkekz und der Produzent und Rapper Kingsize, die allesamt zu diesem Zeitpunkt bei Eko Freshs Label German Dream unter Vertrag standen. Das Lied Flerräter ist eine Antwort auf einen Diss von Fler und eigentlich ein Lied von Bushido, Eko Fresh fungiert hier lediglich als Gastrapper, dennoch entschied man, das Lied mit auf das Mixtape zu packen.
Auf dem Lied Wedding bis Grembranx ist der aus Friedberg stammende Sänger J-Luv und der Berliner Rapper ghanaischer Abstammung Kalusha vertreten, während man Baba Saads engen Freund JokA bei 20 Bars in einem kurzen, aber durchaus denkwürdigen Part zu hören bekommt.
Auch Features aus den Vereinigten Staaten fehlen hier nicht, so rappen bei Fuck your Story Hell Rell und J. R. Writer, die damals noch bei der aus Harlem stammenden Gruppe The Diplomats waren. Ein weiterer Gast aus den USA ist die Rapperin Kat. Auf dem Lied Bad Boy hat zudem Tupac einen Gastpart, der jedoch zum Zeitpunkt der Veröffentlichung des Mixtapes nicht mehr am Leben ist, somit handelt es sich bei diesem Lied um keine Neuaufnahme, sondern einen Remix.
Auf mehreren Tracks gibt es zudem zu Beginn telefonische Ansagen von verschiedenen Rapperkollegen oder Leuten aus Eko's Umfeld, die Eko ihre Unterstützung zusichern und sich hinter ihm stellen. Darunter sind zum Beispiel Bushido auf dem Lied Antigaranti 4 Life, der Berliner Rapper und Pornoproduzent King Orgasmus One auf dem Lied Jetzt gibt's Streit, Tupac's Freund und Weggefährte Young Noble auf Bad Boy, der deutsch-türkische Rapper Azra, mit dem Eko Fresh das Kollabo-Album Dünya Dönüyor – Die Welt dreht sich aufgenommen hat, auf Wedding bis Grembranx, Baba Saad auf 20 Bars und Billy 13, die damals bei ersguterjunge unter Vertrag stand, auf Standard.

## Titelliste
| #   | Titel                       | Gastbeiträge                             | Produzent   | Länge |
| --- | --------------------------- | ---------------------------------------- | ----------- | ----- |
| 1.  | Intro                       | Tony Montana                             | -           | 0:16  |
| 2.  | Fick immer noch deine Story | Kay One                                  | Kingsize    | 2:47  |
| 3.  | Der verlorene Sohn          |                                          | Decay       | 3:22  |
| 4.  | Türkenpimmel                |                                          | Kingsize    | 4:41  |
| 5.  | H.S.                        | Summer Cem, Emely, Bero Bass             | Beatlefield | 3:56  |
| 6.  | Fuck your Story             | Summer Cem, Hell Rell, J. R. Writer, Kat | Kingsize    | 5:21  |
| 7.  | Raab Skit                   |                                          | -           | 0:16  |
| 8.  | Schaut, schaut              | Summer Cem, Farid Urlaub, Kingsize       | Kingsize    | 3:52  |
| 9.  | Stenz Music                 | Summer Cem, Hakan Abi                    | Kingsize    | 5:17  |
| 10. | Yeah                        | Bero Bass                                | Kingsize    | 2:54  |
| 11. | Antigaranti 4 Life          | Summer Cem                               | Bushido     | 3:15  |
| 12. | Techno Eko Skit             |                                          |             | 1:05  |
| 13. | Undercover Kickbox          | Summer Cem, Kay One, Hakan Abi           | Kingsize    | 4:53  |
| 14. | Jetzt gibt's Streit         | Summer Cem, SD                           | Kingsize    | 4:08  |
| 15. | Bad Boy                     | Tupac                                    | -           | 4:01  |
| 16. | Wedding bis Grembranx       | Capkekz, Kalusha, J-Luv                  | Kingsize    | 3:43  |
| 17. | Bang Bang                   | Summer Cem, Farid Urlaub, Hakan Abi      | CeeJay      | 3:04  |
| 18. | Aus dem Weg da              | SD                                       | Kingsize    | 4:41  |
| 19. | 20 Bars                     |                                          | -           | 1:05  |
| 20. | Standard                    | Capkekz, Summer Cem                      | Kingsize    | 3:48  |
| 21. | Unglücklich                 |                                          | Kingsize    | 3:31  |
| 22. | Flerräter                   | Bushido                                  | Bushido     | 5:36  |

Hinweise:
- Auf dem Lied 20 Bars wird JokA nicht als Feature erwähnt, obwohl er als Rapper in Erscheinung tritt.
- Der Refrain auf dem Stück Standard wird von Hakan Abi gerappt, dennoch wird er nicht als Feature gelistet.

## Kritiken
| Professionelle Bewertungen | Professionelle Bewertungen |
| -------------------------- | -------------------------- |
| Kritiken                   |                            |
| Quelle                     | Bewertung                  |
| Bumbanet                   | [ 4 ]                      |
| Allschools                 | [ 5 ]                      |
| CDStarts.de                | [ 6 ]                      |

Von den Kritikern wurde das Mixtape überwiegend positiv bewertet. Benny Blanco vom Bumbanet Magazin gab der CD acht von zehn möglichen Punkten und bezeichnete es als eines der besten, wenn nicht sogar das beste Mixtape des Jahres 2005. Er lobte Ekos Talent und zeigte sich positiv überrascht, dass er in der Lage ist, konkurrenzfähige Battle-Rap-Texte zu schreiben. Lobende Worte fand er auch für die Featuregäste SD und JokA.
Redakteur Torben von Allschools vergab ebenfalls acht von zehn möglichen Punkten und hob die seiner Meinung nach exklusiven und qualitativ hochwertigen Tracks hervor. Fick immer noch deine Story würde insgesamt alle Ansprüche erfüllen und Eko überzeuge mit seinen Rapeinlagen und seinem Flow. Der verlorene Sohn sei eines der besten Lieder auf dem Mixtape.
Matthias Reichel von CDStarts schrieb, dass Ekos Talent „eine Wucht“ sei, er zeige zumindest ansatzweise sein Talent. Er greife tief in die Kiste des Gangster-Rap-Genres und habe dabei nicht selten gute Momente, auch die Musik bewertet der Redakteur positiv. Alles in Allem vergab er sechs von zehn Punkten.